# Golfo di Saros
Il golfo di Saros o baia di Saros (turco, Saros Körfezi) è una profonda insenatura del Mar Egeo a nord della penisola di Gallipoli, nel nordest della Turchia. 

## Geografia
Il golfo è lungo 75 km e largo 35. È una zona a vocazione tutristica e balneare, con spiagge sabbiose e mare cristallino. Gli sport più praticati sono le immersioni subacquee, il windsurf e la pesca.
Insediamenti lungo il golfo sono: Gökçetepe, Mecidiye, Erikli, Danişment, Yayla, Karaincirli, Vakıf, Büyükevren, Sultaniçe, Gülçavuş ed Enez, tutte nella provincia di Edirne.
Nel golfo si trova l'arcipelago di Saros, consistente in tre piccole isole: l'Isola grande (Büyükada o Yunus adası), l'Isola piccola (Küçükada o Defne adası) e l'Isola piccolina (Minikada o Böcek adası).
La faglia anatolica settentrionale, la più importante faglia attiva della Turchia e fonte di numerosi grandi terremoti nella storia, passa attraverso il golfo di İzmit e attraversa il Mar di Marmara, raggiungendo il golfo di Saros a sudest.

## Storia

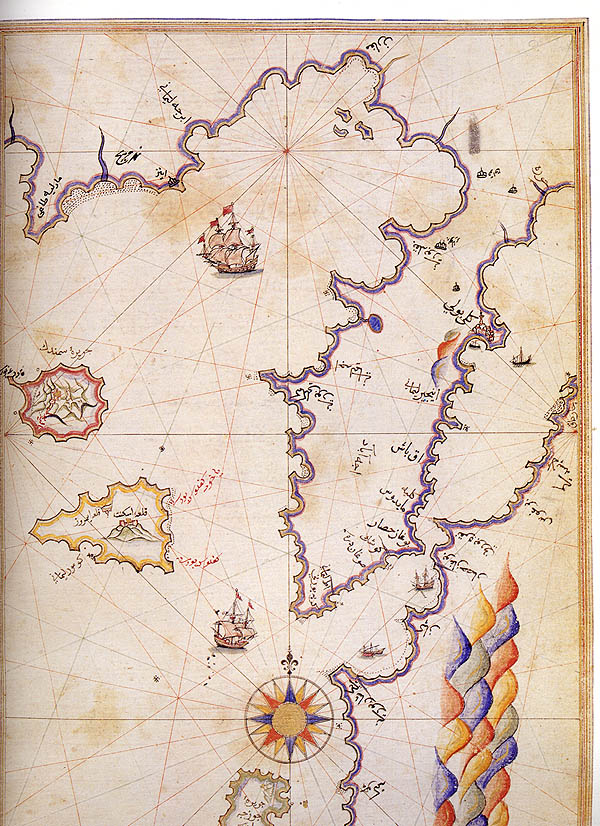
Mappa cinquecentesca dei Dardanelli e del golfo di Saros, opera di Piri Reìs

Nell'antichità il golfo era noto come "Golfo di Mela" o "Melaponto", e apparentemente doveva il suo nome a Mela, un personaggio legato alla leggenda degli Argonauti.

## Incidente militare
Il golfo fu utilizzato a lungo dalla NATO per esercitazioni anfibie. Nell'autunno del 1992, il cacciatorpediniere della marina militare turca Muavenet fu colpito da due missili AIM-7 Sparrow lanciati dalla portaerei della marina statunitense USS Saratoga (CV-60), durante l'esercitazione NATO  Display Determination, tenutasi nel golfo. L'incidente costò la vita a parecchi ufficiali turchi, mentre altri militari a bordo furono gravemente feriti.